# Villavaser
Villavaser (en eonaviego, Viḷḷabaser) es una aldea y una parroquia del concejo asturiano de Allande, en España.
En los 3,94 km² de extensión de la parroquia habitan 79 personas (INE 2011) repartidas entre las 4 poblaciones que comprende.
La aldea de Villavaser se sitúa a 540 metros de altitud, en la margen izquierda del río Nisón, en la ladera del pico La Resera. Se encuentra a 5,5 km de Pola de Allande y tiene una población de 33 habitantes.

## Poblaciones
Según el nomenclátor de 2023, la parroquia comprende las poblaciones de:
- Figueras (lugar)
- Piniella (Pinieḷḷa, casería)
- Riovena (Ruvena, casería)
- Villavaser (Viḷḷabaser, aldea)